# IALA Maritiem Betonningsstelsel

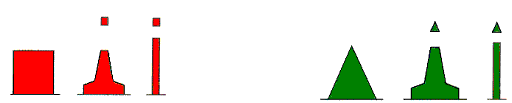
Laterale betonning in regio A.

Kardinale betonning rond een gevaar voor de navigatie.

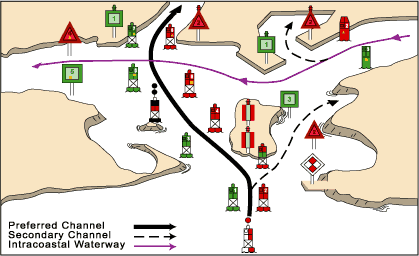
Betonning in regio B.

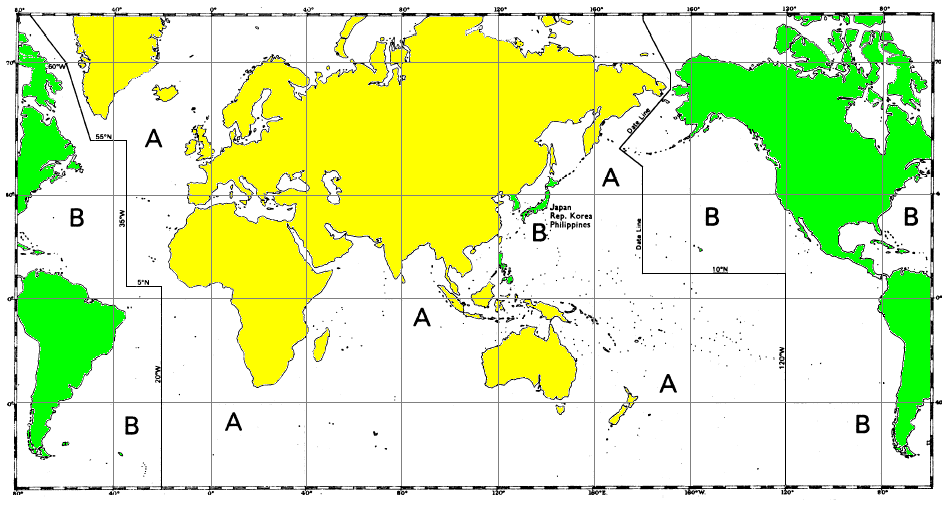
IALA Maritiem Betonningsstelsel A en B

Het IALA Maritiem Betonningsstelsel (IALA Maritime Buoyage System) is een internationaal betonningssysteem voor vaarwateren. Het is ontworpen door de IALA in samenwerking met de IMO om tot een wereldwijd uniform systeem te komen. Op een conferentie in Tokio in november 1980 werd tot invoering van het stelsel besloten. De wereld werd onderverdeeld in twee regio's, A en B. Regio B bestaat uit Noord- en Zuid-Amerika, Hawaï, Japan, Zuid-Korea en de Filipijnen. Regio A is de rest van de wereld. Welk systeem van toepassing is, staat aangegeven op zeekaarten. Niet alle havens hebben hun betonning al volledig in overeenstemming gebracht met het IALA-stelsel.
Het SIGNI-systeem voor binnenwateren lijkt sterk op het laterale IALA-systeem.
Het verschil tussen deze regio's is de kleur van de laterale betonning. Deze is rood aan bakboord in regio A en rood aan stuurboord in regio B. De betonning in het IALA-stelsel bestaat uit zes typen:
1. laterale betonning (lateral marks);
2. kardinale betonning (cardinal marks);
3. betonning voor geïsoleerd gevaar (isolated danger mark);
4. markering voor veilig vaarwater (safe water marks);
5. speciale markering (special marks);
6. nood-wrakboei (emergency wreck buoy).

Laterale betonning bakent vaarroutes af, uitgaande van een betonningsrichting. De betonningsrichting is volgens het IALA Maritiem Betonningsstelsel vanuit zee richting de kust, of op een rivier richting de bron. Als de betonningsrichting parallel aan de kust is, dan wordt de richting in de zeekaart aangegeven. In deze richting geldt rood aan bakboord voor Regio A, rood aan stuurboord voor Regio B. Op Europese binnenwateren is de betonningsrichting geregeld door middel van het SIGNI-systeem en is precies tegenovergesteld aan de betonningsrichting van IALA. Het kleurgebruik van beide systemen is ook precies andersom waardoor het naadloos op elkaar aansluit, hetgeen inhoudt dat een schip zowel op zee als op binnenwateren in de richting van de bron varende rood aan bakboord zal hebben en groen aan stuurboord.
Kardinale betonning bakent navigatiegevaren af, waarbij onderscheid wordt gemaakt tussen de noord-, oost-, zuid en westzijde.

## Geschiedenis
De eerste bebakening was die van gevaarlijke ondieptes met steekbakens. Later werden ook vaarwegen voorzien van bakens, waarbij elk land echter zijn eigen systeem aanhield. Tot 1976 waren er wereldwijd meer dan 30 verschillende betonningssystemen, die vaak tegengestelde betekenissen hadden. Al in 1882 had Trinity House opgeroepen tot een conferentie met alle in aanmerking komende landen. Deze conferentie vond plaats in 1889 in Washington. Hier werd afgesproken om tot een wereldwijd uniform systeem te komen. Een lateraal systeem — een scheiding van verkeersstromen — zou worden geïntroduceerd, vooral gebaseerd op onderscheidende kleur en in mindere mate vorm van boeien.
Invoering ging echter moeizaam en in 1912 werd tijdens een conferentie in Sint Petersburg voorgesteld om het besluit van Washington terug te draaien. Hoewel dit voorstel het niet haalde, besloten de Baltische landen om tot een systeem te komen dat beter geschikt was voor de Oostzee. Noorwegen, Zweden en Rusland maakten gebruik van alleen kardinale betonning. Duitsland, Italië en Turkije combineerden de laterale en kardinale markeringen.
In 1936 probeerde men in Genève in de Volkenbond te komen tot een uniform systeem, maar veel landen, waaronder de Verenigde Staten, tekenden de overeenkomst niet. Het was een ingewikkeld compromis tussen bestaande systemen. In Nederland werd het pas in 1955 ingevoerd en veel landen pasten het aan de lokale omstandigheden aan, waardoor de uniformiteit van het Uniforme Betonningsstelsel verloren ging.
In 1971 liep de Brandenburg in de Straat van Dover ondanks betonning op het wrak van de Texaco Caribbean. Hoewel de locatie hierna werd aangegeven door een wrakmarkeringsschip en boeien, liep enkele weken later de Niki op het wrak. In totaal kwamen hierbij 51 mensen om het leven. Het was de aanleiding voor de IALA om te proberen tot één systeem te komen. In 1973 ging een technische commissie aan de slag. Deze kwam tot de conclusie dat gezien de bestaande infrastructuur één systeem niet snel realiseerbaar zou zijn en besloot twee systemen in te voeren, A en B. In 1980 werd besloten deze systemen te combineren en onderscheid te maken naar regio. Hoewel de nodige publicaties nog twee systemen noemen, is dit feitelijk dus niet juist.